# コイェチーン - トヴァチョフ線
コイェチーン - トヴァチョフ線（チェコ語: Železniční trať Kojetín–Tovačov）は、レイルウェイ・キャピタル社の鉄道線の名称である。路線番号は304。

## 歴史[1]
- 1895年（明治28年）
  - 10月1日：皇帝フェルディナント北部鉄道により開業。当初は旅客営業のみ。
  - 11月18日：貨物列車の運行を開始。
- 1906年（明治39年）1月1日：鉄道施設のみ国有化、帝立王立国有鉄道の所有となる。
- 1907年（明治40年）1月1日：列車の運行も含めて、帝立王立国有鉄道に移管される。
- 1918年（大正7年）10月30日：チェコスロバキア独立により、チェコスロバキア国鉄に移管される。
- 1981年（昭和56年）5月30日：旅客営業を休止。
- 1993年（平成5年）1月1日：チェコ・スロバキア分裂に伴い、チェコ鉄道に移管される。
- 2003年（平成15年）1月1日：上下分離を行い、鉄道施設を鉄道建設管理公団に移管。
- 現在旅客列車は、臨時列車のみ運行している。

## 運行形態[2]
全て、夏季の土曜日のみの運行。
- クロムニェルジージ - コイェチーン - トヴァチョフ　【夏季土曜運行】
一日3往復の運行。コイェチーン以南は303号線に直通し、クロムニェルジージ - コイェチーン間ノンストップである。各駅停車。
2021年度は、朝のトヴァチョフ行片道1本のみ、コイェチーン - トヴァチョフ間ノンストップで運行していた。2022年度は、一日3.5往復運行していた。

- フロピニェ - コイェチーン - トヴァチョフ　【夏季土曜運行】
一日2往復の運行。コイェチーン以南は300号線に直通する。
2022年度以前は、一日1.5往復運行していた。

- 過去の運行系統
  - フロピニェ → コイェチーン → クロムニェルジージ　【夏季土曜運行】
2022年以前、片道1本のみ運行していた。300号線から303号線への直通列車であった。

## 駅一覧
以下では、チェコ国鉄305号線の駅と営業キロ、停車列車、接続路線などを一覧表で示す。
- 停車駅
  - ■印：全列車停車
  - ●印：一部通過

| 路線名 | 駅名               | 駅間営業キロ | 累計営業キロ | Os | 接続路線                                                        | 所在地       | 所在地         |
| ------ | ------------------ | ------------ | ------------ | -- | --------------------------------------------------------------- | ------------ | -------------- |
| 304    | コイェチーン駅     | -            | 0.0          | ■  | 300号線（オストラヴァ方面、ブルノ方面） 303号線（ロジノフ方面） | オロモウツ州 | プルジェロフ郡 |
| 304    | ウフルジチツェ村駅 | 3.8          | 3.8          | ■  |                                                                 | オロモウツ州 | プルジェロフ郡 |
| 304    | ロボヂツェ駅       | 4.0          | 7.8          | ■  |                                                                 | オロモウツ州 | プルジェロフ郡 |
| 304    | オプロツァニ駅     | 2.0          | 9.8          | ■  |                                                                 | オロモウツ州 | プルジェロフ郡 |
| 304    | トヴァチョフ駅     | 1.0          | 10.8         | ■  |                                                                 | オロモウツ州 | プルジェロフ郡 |